# Namibia Economic Freedom Fighters
Namibia Economic Freedom Fighters (NEFF), seltener auch Namibian Economic Freedom Fighters, ist eine marxistische politische Partei in Namibia und wurde am 25. Juni 2014 gegründet.
Im Juni 2024 wurde ihr die Zulassung entzogen, was im August 2024 vom Wahlgericht bestätigt wurde. Das Obergericht hob diese Entscheidung wenig später auf.
Vorsitzender der Partei ist das ehemalige SWAPO-Partei-Mitglied Epafras Mukwiilongo. Sie gilt als direkter Ableger der Economic Freedom Fighters unter Julius Malema aus Südafrika.

## Ausrichtung
Die Partei stellt sich als radikal-sozialistische Partei auf. Sie lehnt ausländische Interessen in Namibia ab und verlangt eine Indigenisierung des Landes und der Wirtschaft. Homosexualität wird in aller Form ausdrücklich verpönt.

## Wahlergebnisse
Die Partei trat erstmals 2014 zur Wahl um die Nationalversammlung an und stellte einen Präsidentschaftskandidaten. Bei der Wahl 2019 gewann sie zwei Sitze in der Nationalversammlung.

### Parlament
| Parlamentswahl | Stimmenanteile | Sitze |
| -------------- | -------------- | ----- |
| 2024           | 1,07 % ▼       | 1/96  |
| 2019           | 1,66 % ▲       | 2/96  |
| 2014           | 0,36 %         | 0/96  |

### Präsident
| Präsidentschaftswahl | Kandidat             | Stimmen | Stimmenanteil |
| -------------------- | -------------------- | ------- | ------------- |
| 2024                 | Epafras Mukwiilongo  | 3.978   | 0,36 %        |
| 2019                 | Epafras Mukwiilongo* | 1.026   | 0,10 %        |
| 2014                 | Epafras Mukwiilongo  | 2.514   | 0,28 %        |

* Mukwiilongo zog seine Kandidatur zu Gunsten von Panduleni Itula zurück. Da dieses vom Wahlgesetz nicht vorgesehen ist, erschien sein Name dennoch zur Abstimmung.